# Adolph Kurt Böhm

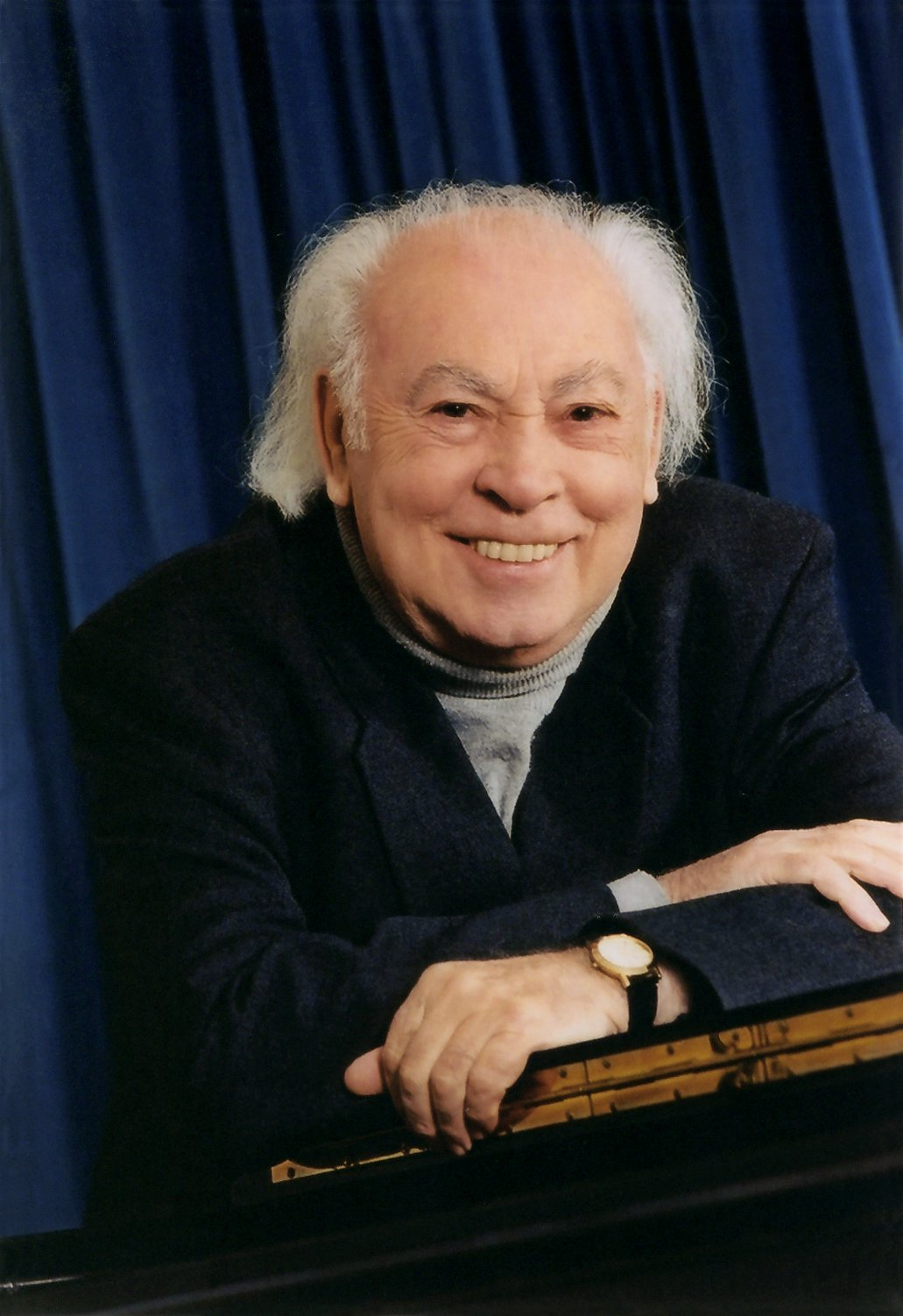
Adolph Kurt Böhm im Januar 2004

Adolph Kurt Böhm (* 27. Juli 1926 in Oberlangenstadt bei Kronach; † 3. Februar 2020 in Murnau am Staffelsee) war ein deutscher Komponist, Pianist, Liedbegleiter, Maler und Schriftsteller.

## Leben

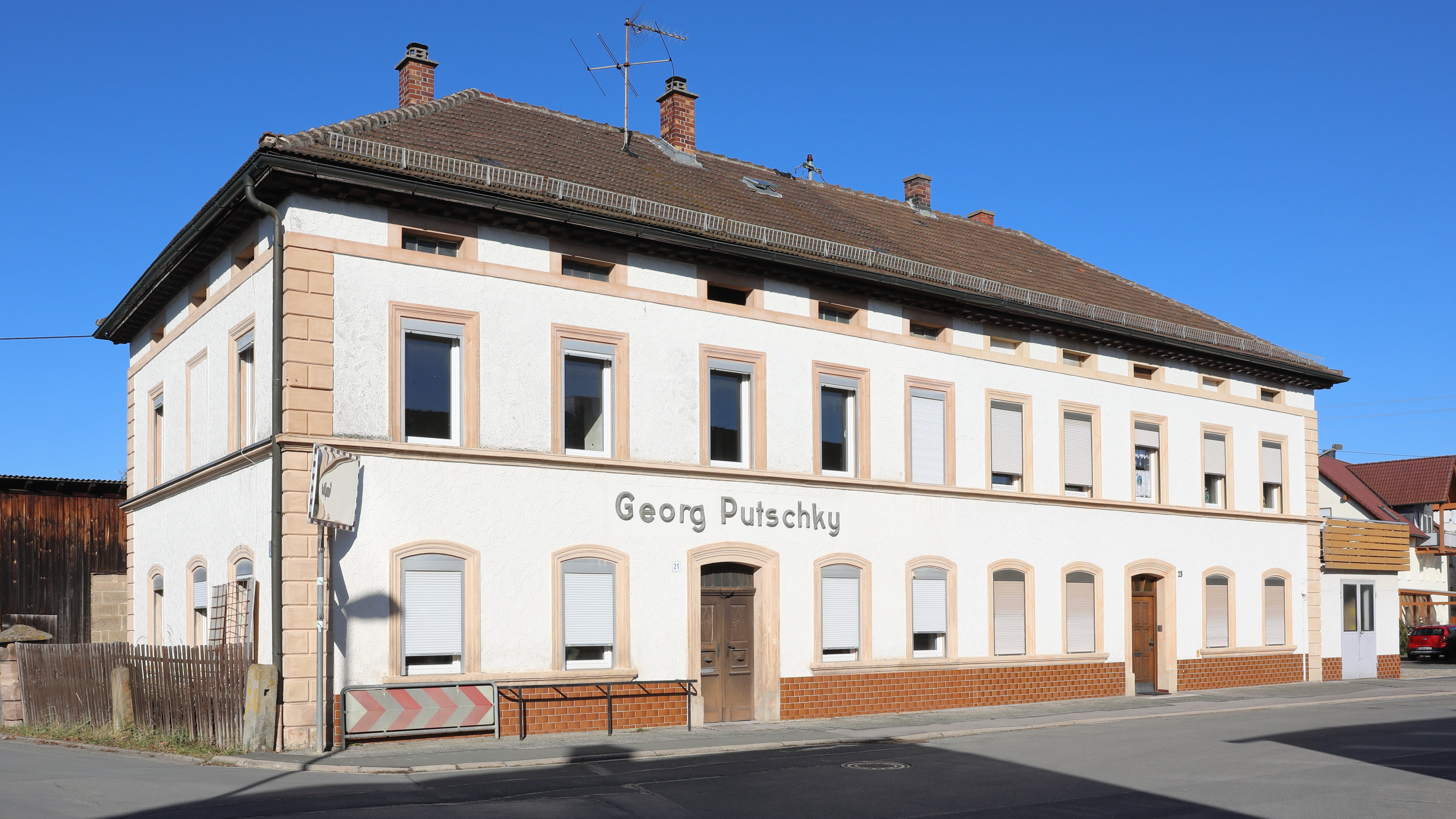
Geburtshaus von Adolph Kurt Böhm: Alte Poststraße 23 in Oberlangenstadt

Adolph Kurt Böhm musste im Alter von sieben Jahren nach Paris emigrieren, nachdem sein jüdischer Vater nur mit Mühe dem Konzentrationslager Dachau entkommen konnte. Mit seinem Freund Michel Serrault führte Böhm in den 1940er Jahren Theaterstücke auf, die er auch musikalisch arrangierte. Während der Deutschen Besetzung Frankreichs im Zweiten Weltkrieg nutzte er sein Zeichentalent dazu, jüdischen Bürgern falsche Pässe zu verschaffen und rettete auf diese Weise, zusammen mit seiner Mutter, viele Personen vor der Verfolgung durch die Behörden der Besatzungsmacht.
Später sorgten die französische Pianistin Bernadette Alexandre-Georges (ab 1952), eine enge Freundin von Maurice Ravel, und danach der ungarische Klaviervirtuose György Cziffra (ab 1960) für seine pianistische Entwicklung. Schon immer hatte Böhm melodische Einfälle, aber erst viele Jahre später erkannte er, dass seine Kompositionen eigentlich Lieder ohne Worte waren – der Weg für das Kunstlied war frei. Er vertonte Gedichte von Paul Verlaine, Joseph von Eichendorff, Theodor Storm, Annette von Droste-Hülshoff, Heinrich Heine, Hermann Hesse, Eugen Drewermann, Manfred Kyber, Robert Frost, Wilhelm Busch, Albrecht Graf von Rechberg und anderen. Er komponierte über 500 Lieder; ferner brachte er 5 Langspielplatten, 2 Musik-Cassetten und 20 CDs heraus. Gerald Moore drückte begeisterte Anerkennung für diese Kompositionen aus. Böhm arbeitete mit bekannten Künstlern zusammen, darunter Mezzosopranistin Alexandra Petersamer, Sopranistin Eva Lind, Kammersängerin Ingeborg Hallstein, die Baritone Hanno Blaschke, Andreas Reibenspies und Florian Prey, Kammersänger Karl-Heinz Lippe, Bass Kieth Engen, Bassbariton Michael Schopper, den Geigerinnen Angelika Lichtenstern und Lena Neudauer, den Violoncellisten Julius Berger, Felix Chougrani und Klaus Kämper sowie den Pianisten Detlev Eisinger, Yi-Chih Lu, Heiko Stralendorff, Claudius Tanski und Leonhard Westermayr.
Seine Tätigkeit als Komponist und Liedbegleiter führte ihn außer durch Deutschland auch nach Österreich, Italien, Frankreich, Belgien, England, Spanien, Finnland, Japan und in die USA. Seit 1992 sendet der Bayerische Rundfunk wiederholt Interviews mit Beispielen seiner Kompositionen. Am 22. Oktober 1995 fand in Murnau die Uraufführung des Musikdramas Savonarola für Soli, Chor und Orchester mit großem Erfolg statt (Text: Birgitta Wolf, Musik: Adolph Kurt Böhm). Außerdem betätigte sich Böhm als Schriftsteller, er schrieb vier Bücher. 1995 wurde er im Rathaus zu Augsburg mit dem Ehrentitel „Gerechter unter den Völkern“ des Staates Israel ausgezeichnet. Im Jahr 2001 sendete das Bayerische Fernsehen unter dem Titel Ein Mann, der nicht gern ‚Adolf‘ heißt in der Sendung „Lebenslinien“ ein Porträt über sein Leben und Schaffen. Am 4. Oktober 2006 erhielt Böhm in Berlin von Bundespräsident Horst Köhler den Verdienstorden der Bundesrepublik Deutschland. Für seine Vertonungen von Manfred-Kyber-Gedichten wurde ihm im November 2009 der Manfred-Kyber-Gedächtnispreis verliehen. Im November 2014 erschien seine Autobiografie Musik und Menschlichkeit.
Adolph Kurt Böhm lebte mit seiner Frau Christine in Murnau am Staffelsee. Posthum wurde an seinem Geburtshaus Alte Poststraße 23 (früher Nr. 12) in Oberlangenstadt eine Gedenktafel angebracht.

## Werke

### Musikalische Werke
- über 500 Gedichtvertonungen (Lieder) nach verschiedenen Textdichtern
- etwa 60 Klavier-Solostücke
- das Musikdrama Savonarola (Text: Birgitta Wolf, Uraufführung: Murnau 1995)
- viele Arrangements eigener Kompositionen für die Besetzung Violoncello und Klavier

Böhms Musik ist bisher bei keinem Verlag erschienen. Bei Aufführungen werden kalligraphische Manuskripte benutzt. Eine musikalische Opus-Liste ist in Vorbereitung.

### CDs (Auswahl)
- Andreas Reibenspies, Bariton, begleitet von 11 Instrumenten (unter anderem Adolph Kurt Böhm, Klavier) singt den Liederzyklus Liebeshymne an Diana, Text: Eugen Drewermann, Musik Adolph Kurt Böhm (20 Titel). Eigenverlag, Oktober 1997.
- Romantische Lieder nach Gedichten von Hermann Hesse. Andreas Reibenspies, Bariton, begleitet von 21 Instrumenten. Eigenverlag, 1998.
- Hommage to Robert Frost. Andreas Reibenspies, Bariton, singt 24 Lieder nach Gedichten von Robert Frost, Musik von Adolph Kurt Böhm, mit Angelika und Anneliese Lichtenstern, Violinen, Ursula Karl, Violoncello und Adolph Kurt Böhm, Klavier (24 Titel). Eigenverlag, August 2000.
- Alexandra Petersamer, Mezzosopran, begleitet von Yumiko Urabe, Klavier, singt einen Liederzyklus nach Gedichten von Joseph von Eichendorff, Musik von Adolph Kurt Böhm (30 Titel). Eigenverlag, Februar 2004.
- Leonhard Westermayr spielt Klavierkompositionen von Adolph Kurt Böhm (28 Titel). Eigenverlag, März 2004.
- Yi-Chih Lu spielt Klavierwerke von A. K. Böhm (20 Titel). Eigenverlag, 2006.
- 11 Lieder nach Gedichten von Albrecht Graf von Rechberg, Zauber des Lebens. Mit Florian Prey, Bariton und Birgitta Eila, Klavier. Orplid Schallträger, Gauting 2006.
- Lyrisches Zwiegespräch – Lieder und Duette von Adolph Kurt Böhm. (22 Titel) Mit Alexandra Petersamer, Mezzosopran, Andreas Reibenspies, Bariton, und Leonhard Westermayr, Klavier. Eigenverlag, Januar 2007.
- 17 Lieder nach Gedichten von Manfred Kyber „GENIUS ASTRI“ (1880–1933) mit Florian Prey, Bariton und Birgitta Eila, Klavier. Orplid Schallträger, Gauting 2008.
- 18 Lieder und Balladen nach Wilhelm Busch. Mit Florian Prey, Bariton und Detlev Eisinger, Klavier. Orplid Schallträger Gauting 2010.
- Yi-Chih Lu, Pianowerke von Adolph Kurt Böhm. 14 Titel. Eigenverlag, April 2014.
- Auf meines Kindes Tod – Ein Liederzyklus nach Gedichten v. Joseph von Eichendorff. (10 Titel) Mit Alexandra Petersamer, Mezzosopran, Heiko Stralendorff, Klavier und Felix Chougrani, Violoncello. Eigenverlag, 2015.
- Die Symphonie des Lebens – Eine Hommage an das Kunstlied, mit Eva Lind, Sopran, begleitet von fünf Instrumenten, Gedichte von Walter Ehrlicher. Naxos, 2018.

### Bücher
- Mein Bruder Gerd – seltsame Erlebnisse in Kopenhagen. G. E. Schroeder Verlag, Garmisch-Partenkirchen 1963.
- Hommage à György Cziffra – le journal d'une amitié („Huldigung an György Cziffra – das Tagebuch einer Freundschaft“, in französischer Sprache). Verlag La Pensée universelle, Paris 1995, ISBN 2-214-10112-8.
- Die heilende Kraft der Schönheit – eine Kulturkritik der modernen Künste. Crotona Verlag, 83123 Amerang 2010, ISBN 978-3-86191-006-0.
- Musik und Menschlichkeit. Morisken Verlag, München 2014, ISBN 978-3-944596-08-2. (Autobiografie)